# The Hunger Games
The Hunger Games (Brasil: Jogos Vorazes / Portugal: Os Jogos da Fome) é um livro de aventura, ação, distópico e pós-apocalíptico para jovens e adultos escrito pela norte-americana Suzanne Collins. O primeiro de uma trilogia que leva seu nome foi originalmente publicado nos Estados Unidos, em 14 de setembro de 2008, pela editora Scholastic, e lançado em Portugal e no Brasil, respectivamente, em 20 de outubro de 2009, pela Editorial Presença, e 29 de maio 2010, pela editora Rocco.
Narrado em primeira pessoa, o livro acompanha Katniss Everdeen, uma garota de dezesseis anos que vive em um país distópico chamado Panem - localizado onde estaria a América do Norte. O país é dominado por uma metrópole tecnologicamente avançada chamada Capital, que realiza anualmente os Jogos Vorazes, para que as pessoas sempre se lembrem da revolta que ocorreu décadas atrás. Os Jogos são um lembrete do poder da Capital: neles, um garoto e uma garota, entre doze e dezoito anos, de cada um dos doze distritos do país são selecionados através de um sorteio chamado de "Colheita" (A "Colheita", além de dar mais poder para a capital, eles a usam para banalizar a violência e transformar os tributos em "Estrelas"). , para participar de uma batalha televisionada em uma arena, na qual todos os tributos - como são chamados - devem lutar até a morte, e apenas um sobreviverá e se tornará o vitorioso. 
O livro foi lançado também como audiolivro e livro digital. Teve uma primeira edição de 50 mil exemplares nos Estados Unidos, mais tarde aumentada para 200 mil. Desde o seu lançamento, foi traduzido para 26 idiomas diferentes e teve os seus direitos vendidos para 38 países. Foi recebido de forma geralmente positiva por críticos especializados, apesar de alguns terem notado similaridades entre o livro de Collins e Battle Royale (1999) de Koushun Takami. O segundo livro da série, Catching Fire (publicado em português como Em Chamas), foi lançado em 1 setembro de 2009, seguido por Mockingjay (A Esperança, no Brasil; A Revolta, em Portugal) em 24 de agosto de 2010. A saga completa já vendeu mais de 85 milhões de cópias em todo o mundo, e faz parte dos livros mais vendidos da história.

## Inspiração e origem
Segundo Suzanne Collins, a ideia para The Hunger Games surgiu enquanto ela assistia a diferentes canais de televisão. Em um canal, a autora observou pessoas competindo em um reality show e em outro viu cenas da Guerra no Iraque. As duas coisas "começaram a se confundir de um modo muito inquietante" e a ideia para o livro que depois virou filme foi formada. O mito grego de Teseu serviu de base para a história - a personagem principal Katniss seria como um Teseu futurista - e os gladiadores romanos completaram o quadro. A sensação de perda que Suzanne teve quando o pai prestou serviço militar na Guerra do Vietnã também contribuiu para o desenvolvimento do livro, no qual a protagonista perdeu o pai aos onze anos de idade por um horrível acidente nas minas - cinco anos antes do início da história.

## Personagens

### Principais

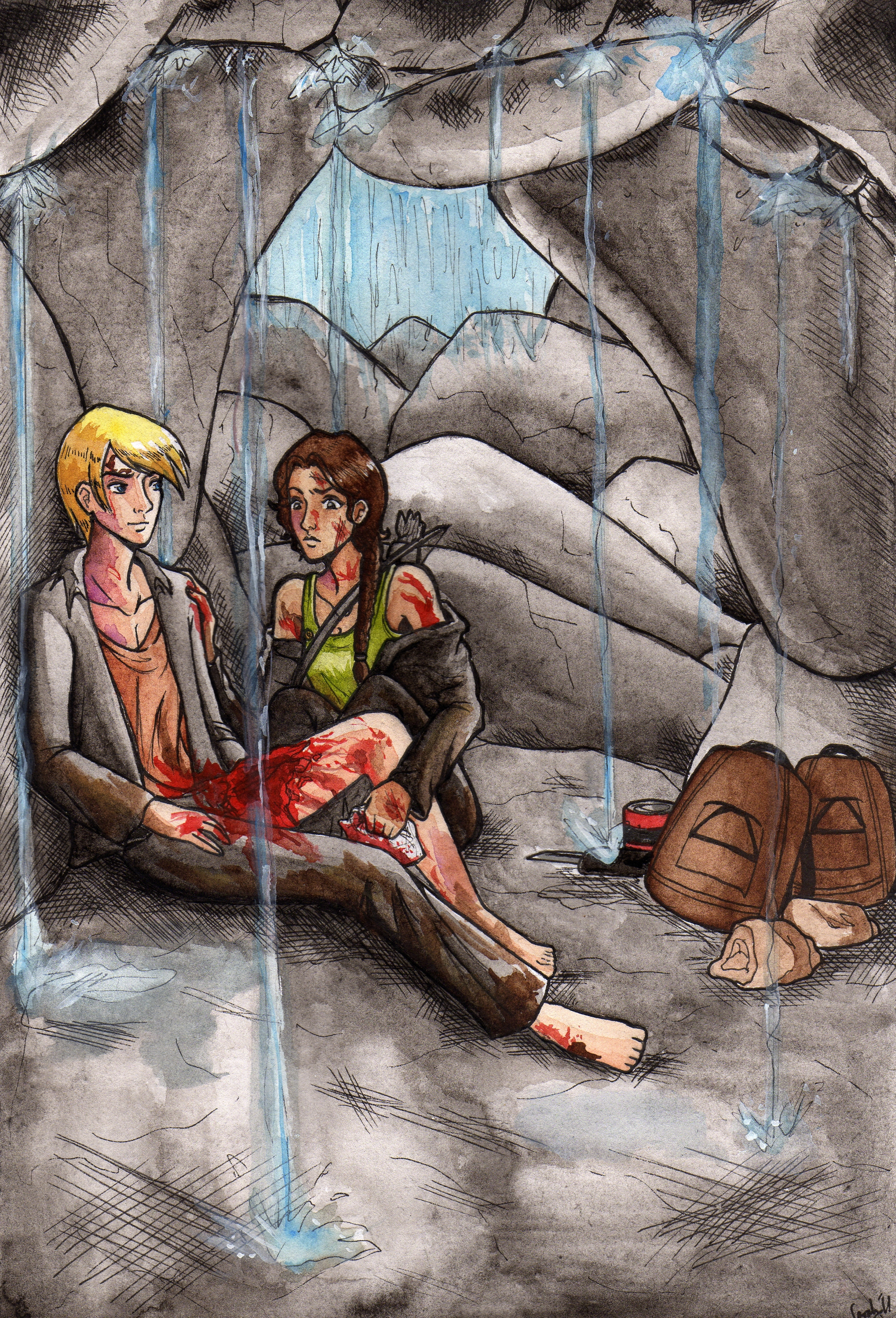
Fanart ("arte de fã") ilustrando o episódio da caverna, quando Katniss cuida do ferimento de Peeta.

- Katniss Everdeen: É a protagonista da história. Ela tem dezesseis anos e vive na área mais pobre do Distrito 12, conhecida como Costura ou Jazigo, com sua mãe, Asterid, e sua irmã de doze anos, Primrose, apelidada de Prim. O seu pai, Burdock, morreu numa explosão nas minas e, desde então, Katniss passou a sustentar e alimentar a família, visto que a sua mãe ficara com estresse pós-traumático. Ela é descrita como tendo cabelos escuros, a pele cor de azeitona e os olhos cinzentos. Katniss e seu melhor amigo Gale caçam ilegalmente na floresta que circunda o Distrito 12 para sustentar suas famílias. Quando Prim é selecionada para os Jogos Vorazes, Katniss se voluntaria para ser o tributo feminino no lugar dela. Com isso, Katniss se aproxima de Peeta Mellark, o tributo masculino do Distrito 12, e Haymitch Abernathy, o mentor de ambos. Katniss começa a ter sentimentos indefinidos por Peeta e Gale.
- Peeta Mellark: É o tributo masculino do Distrito 12. Tem dezesseis anos, é filho de um padeiro e vive na parte média do seu distrito. É descrito como um dos poucos a ter alguma condição financeira naquele local. Tem cabelos loiros e olhos azuis, além de ser muito forte. Sua cor favorita é laranja, similar ao por-do-sol. Peeta salva a vida de Katniss várias vezes durante os Jogos e revela que se interessa por ela desde a primeira vez que a viu, mas não tinha coragem de lhe contar. Na verdade ele nutre sentimentos românticos por ela e se declara, mas Katniss acha apenas que seu 'amor declarado' não passa de uma boa performance para ganhar patrocinadores nos jogos. É altamente persuasivo e bom com as palavras, como também um grande pintor.
- Haymitch Abernathy: É o mentor de Peeta Mellark e Katniss Everdeen, e o tributo vencedor da 50ª edição dos Jogos Vorazes. Por ser o único tributo vencedor do Distrito 12 ainda vivo, ele é obrigado a ser o único mentor dos garotos desse distrito. Assombrado por pesadelos, dorme com uma faca e está sempre bêbado. No começo, Haymitch não se preocupa em proteger Peeta e Katniss da desgraça que os espera nos Jogos por estar acostumado a lidar com tributos fracos que sempre acabam morrendo, mas depois que ambos provam sua força ele passa a orientá-los da melhor maneira possível. Mais tarde sua experiência nos Jogos foi contada no livro Sunrise on the Reaping.
- Gale Hawthorne: É o melhor amigo de Katniss. Ele tem dezoito anos. Ambos se encontraram na floresta, alguns anos antes do início dos acontecimentos do livro, ocasião em que se tornaram melhores amigos e parceiros de caça. A aparência de Gale é semelhante a de Katniss, algo comum nas pessoas que vivem em sua área. Gale tornou-se chefe da família Hawthorne depois que o pai morreu na mesma explosão que matou o pai de Katniss.
- Effie Trinket: A cidadã da Capital designada para supervisionar os tributos do Distrito 12. Effie é sofisticada, com pretensões de subir na sociedade da Capital e se preocupando com educação, etiqueta e respeito, e extravagante, usando muita maquiagem e roupas, perucas e penteados chamativos, como no dia da colheita que ela usa um traje formal roxo, cabelos pintados de branco e uma enorme flor roxa nos cabelos. Apesar de entojada trata os outros com muita cortesia.
- Primrose Everdeen: a irmã mais nova de Katniss Everdeen. Em muitos aspectos, Prim é o oposto de Katniss em aparência e caráter. Tem o cabelo loiro como a mãe, uma personalidade gentil (ao contrário de Katniss, que tinha o cabelo escuro e uma personalidade espinhosa) e um talento para a cura, enquanto Katniss tinha um talento para a caça. Apesar disso, elas são muito devotadas uma à outra. Ela também tem um gato chamado Buttercup, e uma cabra chamada Lady.

### Secundários
- Patrocinadores: São aristocratas ou pessoas muito ricas, habitantes da Capital que, como diz o próprio nome, patrocinam os Jogos, doando suprimentos para os tributos na Arena de acordo com suas especificações. Envolvem-se também com mentores e participam dos assuntos políticos relacionados aos Jogos.
- Idealizadores/Produtores dos Jogos: São pessoas designadas pela Capital para controlarem os Jogos e a Arena. São liderados por um Principal Idealizador e compostos por aproximadamente trinta pessoas. Além do controle dos eventos como o Desfile dos Tributos, eles são encarregados pelo entretenimento dos que assistem aos Jogos, tanto a Capital como os demais distritos.
- Equipes de preparações: São compostas por pessoas designadas para cuidar da aparência dos tributos durante os Jogos, como estilistas, cabeleireiros, manicures, esteticistas, etc.

## Distritos

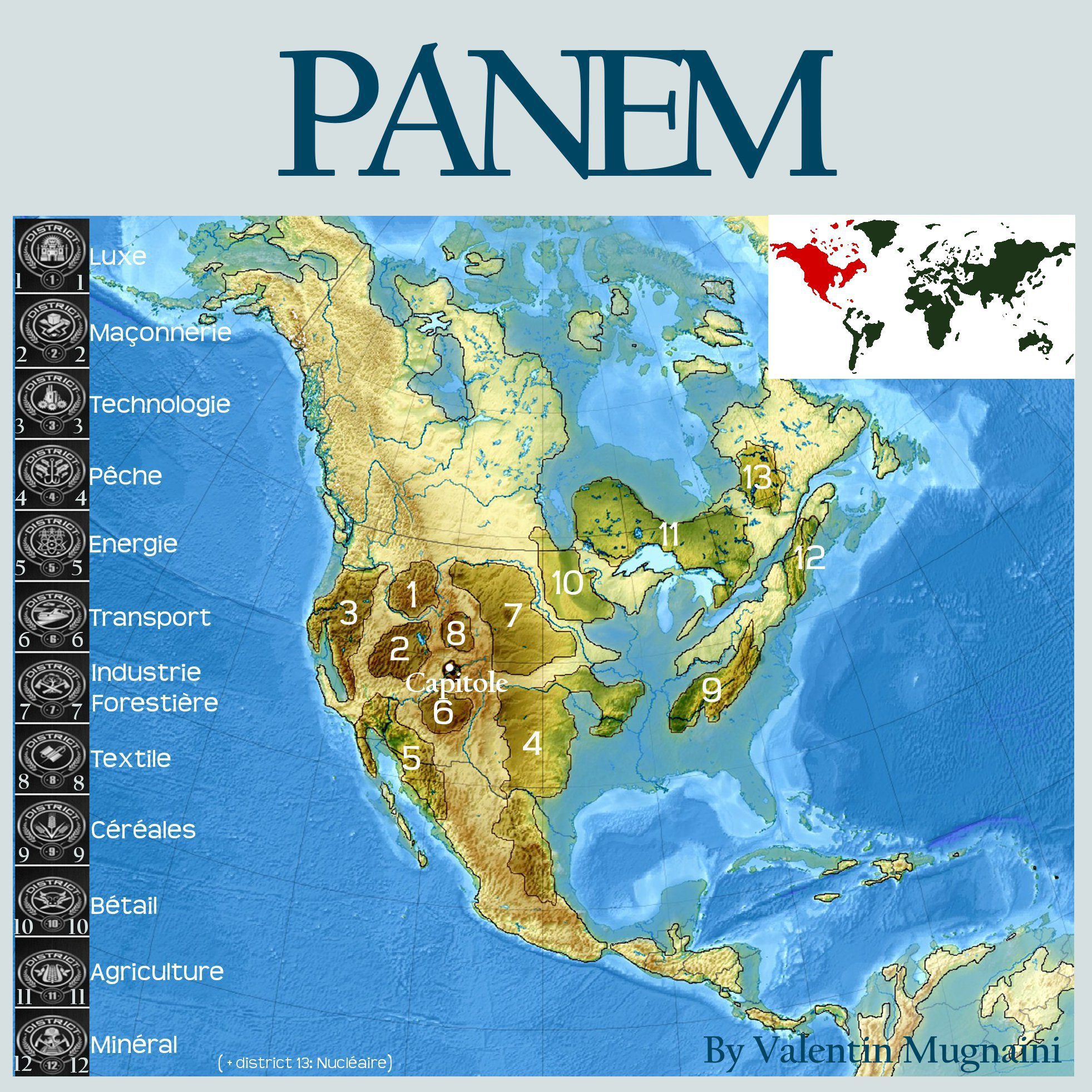
Panem no mapa-mundi.

Panem é formada por doze distritos, sendo o décimo terceiro aparentemente bombardeado e destruído pela Capital. Cada distrito é responsável/obrigado a fornecer algo para a Capital, em troca a Capital "zela" pela segurança dos habitantes dos Distritos e fornece-lhes suprimentos básicos.
- Distrito 1: Artigos de Luxo. Um dos distritos mais próximos da Capital, devido ao grande interesse pela sua produção.
- Distrito 2: Alvenaria e Armamentos. É o centro de defesa da Capital, encarregado de treinar e abrigar Pacificadores.
- Distrito 3: Tecnologia. Considerado um dos distritos mais rebeldes, atualmente fornece todo o material científico e tecnológico.
- Distrito 4: Pesca. É próximo ao mar e considerado um distrito rico.
- Distrito 5: Energia: Fornece diversas formas de energia para todo o Panem.
- Distrito 6: Transporte. Compete ao mesmo a construção e operação de meios de transporte e logística.
- Distrito 7: Madeira. Fica responsável por todas as tarefas ligadas à extração de madeira e produção de celulose.
- Distrito 8: Indústria Têxtil. As fábricas têxteis estão todas nesse distrito predominantemente urbano.
- Distrito 9: Distribuição Agrícola. É responsável pela distribuição agrícola e processamento de grãos.
- Distrito 10: Pecuária. Toda a carne e gado passam pelo distrito 10, com muitas indústrias e campos.
- Distrito 11: Agricultura. É responsável por toda a parte agrícola de Panem, tendo vastos campos e sendo um dos maiores distritos.
- Distrito 12: Mineração. Repleto de minas de carvão.
- Distrito 13: Energia Nuclear. Encarregado pelo desenvolvimento de armas nucleares e energia nuclear antes dos Dias Escuros, era o antigo centro de defesa da Capital.

## Temas
Em uma entrevista com a autora, foi notado que o livro lida com questões como extrema pobreza, fome, opressão, os efeitos da guerra, entre outras. Ele mostra a luta pela auto-preservação com a qual o povo de Panem precisa lidar em seus distritos e nos Jogos Vorazes, competição da qual são obrigados a participar. A fome e a necessidade de recursos que o povo têm dentro e fora da arena criam uma atmosfera de desamparo que os personagens principais tentam superar em sua busca pela sobrevivência. As habilidades de Katniss com o arco e flecha - que acabam lhe sendo úteis nos Jogos Vorazes - derivam da sua necessidade de sustentar a família através da caça e também demonstram sua rejeição pelas regras altamente controladoras da Capital.
As escolhas feitas pelos personagens são moralmente discutíveis. Por exemplo, os tributos criam uma personalidade que querem que a audiência veja durante os Jogos. O livro explora pontos ambíguos relacionados a violência e aos efeitos dela nas pessoas: Haymitch torna-se um alcoólatra após vencer a 50ª edição dos Jogos Vorazes. O estilo semelhante ao personagem Big Brother presente no controle do governo também são demonstrados no livro através da maneira como a Capital obriga seus cidadãos a assistirem os Jogos e também do modo como agem os Pacificadores, as forças armadas de Panem.

## Publicação
Jogos Vorazes foi originalmente publicado nos Estados Unidos, em capa dura, em 14 de setembro de 2008. Uma versão em audiolivro lida por Carolyn McCormick foi lançada em dezembro deste mesmo ano. A revista AudioFile comentou que "Carolyn McCormick entrega uma narração cuidadosa e detalhada. No entanto, ela talvez preste atenção demais na força da prosa, sem providenciar o drama que os jovens ouvintes geralmente desfrutam". Uma versão em brochura do livro foi lançada, nos Estados Unidos, em 6 de julho de 2010. Em Portugal, foi lançado como Os Jogos da Fome em 20 de outubro de 2009 pela Editorial Presença, e, no Brasil, em 29 de maio de 2010 como Jogos Vorazes, pela Editora Rocco.

### Vendas
Depois de terminar The Hunger Games, Suzanne Collins assinou um contrato de seis dígitos com a Scholastic Corporation para o lançamento de três livros. O primeiro livro recebeu uma tiragem inicial de 60 mil cópias, que foi mais tarde aumentada para 200 mil. Em fevereiro de 2010, tinha sido traduzido em 26 línguas diferentes, e teve seus direitos vendidos para 38 países. Em novembro de 2008, o romance entrou na lista de mais vendidos do The New York Times, na qual permaneceu por mais de cem semanas consecutivas antes de sair. Em abril de 2012, tinha completado 135 semanas consecutivas na lista dos mais vendidos do USA Today. No final de 2011, o livro tinha vendido, junto com os outros dois que compõem a trilogia, treze milhões de cópias nos Estados Unidos; em março de 2012, época do lançamento do filme adaptado dele, o número subiu para 46,5 milhões. No Brasil, ele tinha vendido 80 mil cópias antes do início da produção do filme, número que subiu para 200 mil em março de 2012. Ele alcançou o primeiro lugar na lista de mais vendidos da revista Veja. Em agosto de 2012, a trilogia superou a marca de 80 milhões de exemplares vendidos mundialmente.

## Recepção da crítica
O livro foi geralmente bem recebido pelos críticos especializados. Stephen King escreveu uma resenha para o Entertainment Weekly, na qual o avaliou com um "B" e notou que apesar do "triângulo amoroso ser algo bem comum" nos livros destinados a jovens adultos, "o resto de The Hunger Games é uma história violenta e movimentada, que gera um suspense quase constante e talvez até bastante controvérsia. Eu não conseguia parar de ler". Em uma resenha para o New York Times, John Green afirmou que - assim como The Dead and the Gone de Susan Beth Pfeffer - o livro se destaca no "crescente mar de distopias" e publicações pós-apocalípticas dos últimos tempos por "sua premissa com um futuro terrivelmente bem imaginado e soberba caracterização", além do enredo escrito "de forma brilhante", com "um ritmo perfeito", mesmo que o "conceito não [seja] exatamente original", comparando-o com o japonês Battle Royale. Ele também comentou que a escrita "não tem nada de espetacular - as palavras descrevem a ação e pouco mais", mas sua força vem "da convincente construção do universo e da memorável, complexa e fascinante heroína".

## Comparações comBattle Royale
The Hunger Games sofreu comparações com o livro japonês Battle Royale (Batoru Rowaiaru), escrito por Koushun Takami, publicado em 1999 e adaptado para filme no ano seguinte. Em Battle Royale, Koushun Takami tem como premissa uma competição na qual jovens são sorteados por um governo autoritário para lutar em uma ilha até que apenas um sobreviva, para responder a demandas sociais (no livro por interesse científico e no filme como resposta à rebelião dos jovens). Alguns lutam sozinhos, outros formam grupos. Essas semelhanças, entre outras, e o fato do filme ter recebido cobertura na mídia americana, geraram críticas e especulações sobre a suposta inspiração da autora, algumas com listas  das similaridades, que levaram a um aumento nas vendas de Battle Royale.
Sobre o caso, Collins comentou, "Eu nunca tinha ouvido falar do livro até o meu estar finalizado. Então, ele foi mencionado para mim, e perguntei ao meu editor se deveria lê-lo. Ele disse, 'Não, eu não quero esse mundo na sua cabeça. Apenas continue o que está fazendo'". Susan Dominus do The New York Times notou que "há possíveis fontes o suficiente para que os dois autores possam ter chegado à premissa de forma independente". Eric Eisenberg considerou que The Hunger Games "não é uma cópia [de Battle Royale], mas simplesmente um uso diferente de uma ideia similar", apontando diferenças entre eles. Mesmo a comparação sendo óbvia e necessária, devido as semelhanças inquestionáveis.

## Adaptação cinematográfica
O estúdio LionsGate adquiriu os direitos para uma adaptação cinematográfica do livro, que foi produzida pela Color Force. Dirigido por Gary Ross, o roteiro do filme foi escrito pela própria Suzanne Collins, com ajuda do diretor e revisão de Billy Rae.
A produção foi iniciada na primavera norte-americana de 2011 e o filme lançado em 22 de março de 2012, com Jennifer Lawrence no papel de Katniss Everdeen, Josh Hutcherson como Peeta e Liam Hemsworth como Gale. Ele arrecadou US$211,8 milhões em bilheterias mundialmente em seu primeiro final de semana e recebeu uma aprovação de 85% dos críticos especializados, segundo o Rotten Tomatoes, que se baseou em 245 resenhas.